# Olena Pawluchina
Olena Pawluchina, auch Olena Pavlukhina, (aserbaidschanisch Yelena Pavluxina; * 1. September 1989 in Horliwka, Ukraine) ist eine ehemalige aserbaidschanische Radsportlerin.

## Sportliche Laufbahn
Die in der Ukraine geborene Olena Pawluchina startet für Aserbaidschan. Sowohl 2015 wie auch 2016 wurde sie nationale Meisterin in beiden Straßen-Disziplinen, Straßenrennen und Einzelzeitfahren. 2016 gewann sie zudem das Etappenrennen Gracia Orlová. Anfang Juni 2016 wurde Pawluchina für die Olympischen Spiele in Rio de Janeiro nominiert. Sie belegte im Straßenrennen Rang 35. In den Jahren 2017 und 2018 errang sie drei weitere nationale Titel.
Im Januar 2019 wurde Olena Pawluchina wegen Verstosses gegen die Anti-Doping-Regeln aufgrund von Proben bei der UCI-Straßen-Weltmeisterschaften 2016 für vier Jahre bis Januar 2023 gesperrt. Nach ihrer Sperre war sie nicht mehr als Radsportlerin aktiv.

## Erfolge
2014
- Aserbaidschanische Meisterin – Scratch;2015
- Aserbaidschanische Meisterin – Straßenrennen, Einzelzeitfahren

2016
- Aserbaidschanische Meisterin – Straßenrennen, Einzelzeitfahren
- Gesamtwertung und eine Etappe Gracia Orlová

2017
- Aserbaidschanische Meisterin – Straßenrennen, Einzelzeitfahren

2018
- Aserbaidschanische Meisterin – Einzelzeitfahren